# Abbaye de Beaulieu (Ferques)
Pour les articles homonymes, voir Abbaye de Beaulieu.
L'abbaye de Beaulieu à Ferques, village du Boulonnais, canton de Marquise, aujourd'hui du Pas-de-Calais, était une abbaye de religieux (chanoines réguliers, chanoinesses régulières) suivant la règle de saint Augustin.

## Historique
L'abbaye de Beaulieu fut fondée par Eustache II, baron de Fiennes (1120-1187) en 1150 pour expier un homicide involontaire qu'il commit dans un tournoi. Au XIXe siècle, dans l'enclos d'une métairie, les restes de l'abbaye consistent encore en une tour servant de colombier, une tourelle sans couronnement, une chapelle gothique et les arcades ogivales du cloître. Il ne reste aujourd'hui que la chapelle. 
Le domaine de Beaulieu était connu en 863 sous le nom de Bello Locus. Ferques, Ferkenes en 1135 alors paroisse est mentionnée dans une donation faite à l'abbaye d'Andres par de nobles dames de Boulogne. Le hameau d'Elinghen est le lieu nommé Totingatum in fluvio Wasconingwal adsitum, donné par Lebtrude à l'abbaye de St Benin en 808. Aitrope et sa femme Hadwide donnèrent en 1157 à l'abbaye de Beaulieu les terres bois marais et cens qu ils possédaient sur la paroisse d'Elinghem.
En suivant la vallée d'Elinghen on arrive aux carrières du Haut Banc et au château des Barreaux perché comme un nid d'aigle au sommet d'un rocher très escarpé puis on pénètre dans le territoire de Réty. Cette vaste commune renferme des carrières de marbre de grès et de pierres. On y trouve du charbon et du minerai.
Eustache le Vieux, seigneur de Fiennes avait suivi Godefroid de Bouillon dans sa célèbre expédition d'Orient et avait reçu de ce prince un calice qui passait pour être celui dont le Sauveur du monde s'était servi pour célébrer la Cène la veille de sa mort avec ses disciples. Eustache prit la résolution de fonder un monastère dans l'une de ses terres afin d'y renfermer cette précieuse relique et pour satisfaire à l'obligation d'un vœu. Sa conscience était troublée depuis qu'il avait tué dans un tournoi un gentilhomme du Ponthieu. Il fit donc venir de Ruisseauville des religieux de la Congrégation d'Arrouaise qu'il établit à Beaulieu au commencement du XIIe siècle. 
L'abbaye de Beaulieu durant la guerre de Cent Ans fut prise et détruite le 21 juillet 1390 après avoir été incendiée en 1347. Les moines quittèrent définitivement ce domaine qui fut confié à un fermier, en rapport avec l'abbé commendataire des lieux. Un chapelain, sur place, fut chargé d'acquitter les fondations religieuses, en continuant de dire les messes pour les bienfaiteurs de l'abbaye et de prier pour leur âme.
En 1544, elle subit de nouveaux assauts des Anglais venus piller le village. Vers 1690, l'abbaye fut l'objet d'une nouvelle tentative de restauration.
Les ruines de l'abbaye situées vers Fiennes à l'extrémité du territoire de Ferques inspirent encore au XIXe siècle de l'intérêt, on les trouve dans la vallée d'Elinghen. La petite rivière de Fiennes baignait les murs de cet ancien couvent y formait des étangs dont on remarque alors encore les traces et le protégeait en temps de guerre. Il ne reste plus de l'abbaye que quelques murs isolés les uns des autres et percés de cintres à ogives qui décèlent une construction du XIIIe siècle. Le lierre et les ronces croissent au milieu de ces débris d'un autre âge. Deux fermes et une maison de campagne occupent ce vieux manoir déjà décrit par Hédouin et qui mérite de fixer l'attention de la Commission. Dans l'enclos d'une métairie quelques arcades d'un cloître aux fenêtres en ogives une tourelle privée de son couronnement une tour plus élevée servant de colombier et dans la cour une chapelle gothique qui n'a échappé au marteau des démolisseurs que par son affectation à un usage rural.  
Le domaine fut cultivé par une paysannerie aisée, la famille Coze, à laquelle elle fut vendue lors de l'aliénation des biens nationaux, le 11 mai 1790, non sans que la municipalité ait essayé de l'acquérir.
Les nefs de l’église, une partie du cloître, le logis fortifié du prieur étaient encore debout en 1878 ; un propriétaire les fit jeter bas pour se procurer des matériaux de construction. Il n'en reste aujourd'hui que la chapelle datée du XVIe siècle en mauvais état.

## Les archives de l'abbaye
Le docteur Coze, propriétaire des ruines de l'abbaye de Beaulieu, fait en 1861 don à la bibliothèque de l'Agglomération de St-Omer de manuscrits qu'il a probablement reçus des abbés. Voici l'indication des onze pièces contenues dans le carton :
- Bulle du pape Adrien IV, 1156 ;
- Charte du seigneur de Ferques, 1200 ;
- Charte d'Henri de Bournonville, 1219. Cet acte contient une donation faite à l'abbaye de Longvillers ;
- Charte d'Ernoul comte de Guînes, en français mars 1271 ;
- Quatre bulles pontificales, l'une d'Urbain IV, novembre 1263, une autre de Jean XXI décembre 1276. Les deux autres dont les bulles en plomb ont disparu, sont des papes Innocent et Grégoire, c'est-à-dire selon toute vraisemblance Innocent IV (Lyon nones de janvier an VI du pontificat, 7 janvier 1249) et Grégoire X (Lyon le 4 des ides de mars an II du pontificat, 12 mars 1274) ;
- Lettres d'Annibal, évêque de Tusculum ,cardinal et nonce de l'église romaine, 6 mai 1347 ;
- Arrêt du parlement du 3 février 1570 ;
- Mandement de l'officialité de Reims du 29 septembre 1574 ;
- Le rouleau a quatre mètres et demi de long et est composé de huit membranes de parchemin cousues bout à bout et dont sept sont écrites des deux côtés. Le titre suivant fera connaître ce que le rouleau renferme « Che sont les tenanches ke li tenant de le église de Biauliu tienent et les rentes et les droitures ke il eu doivent enquis et fait par Engerram par l'octroiancho de Diu adont abé de Biauliu en l'an de grâce M CC LXXX et VI » Il ne faut conséquemment tenir aucun compte de la cote du XVIIe siècle qui par une méprise facile à reconnaître attribue cette pancarte à un certain abbé Adon.

Ailleurs (Henri de Laplane), 
- le parchemin à 4 mètres 50 centimètres de longueur sur 30 centimètres de large. Ce rouleau est aussi curieux par sa forme qu'intéressant par son contenu ; il contient l'état des rentes et des terres appartenant à l'abbaye de Beaulieu au XIIIe siècle (1286)
- Les  deux bulles commémoratives des exemptions et privilèges de la communauté émanées des papes Grégoire et Jean XXII en faveur du monastère
- La bulle d'Urbain IV autorise les religieux de Beaulieu à accepter les héritages de leurs parents
- enfin une pièce relative à la dîme de Pihem et d'Ardinghem